# El profesor chiflado II: La familia Klump
El profesor chiflado II: La familia Klump, cuyo título original es Nutty Professor II: The Klumps, es una película cómica, rodada en 2000 en Estados Unidos bajo la dirección de Peter Segal. La productora de la película es Universal Pictures.

## Argumento
Sherman Klump (Eddie Murphy) está a punto de casarse. Y la familia Klump no podía sentirse más dichosa. Su novia, Denise Gaines (Janet Jackson), está encantada de convertirse en una más de los Klump, y con su apetito no hay dudas de que encajará perfectamente bien; Mamá piensa que es grandioso; Papá es menos efusivo; Abuela se siente aliviada de que Sherman, por fin, va a disfrutar los placeres de las relaciones íntimas, revelando que tiene sueños sexuales con Ken Norton; la beligerancia de Ernie ha quedado momentáneamente opacada, y Ernie Jr. no puede esperar hasta que llegue la fiesta para celebrar. Pero Buddy Love ... bueno, Buddy es otro tema.
El encantador Sherman pensó que nunca más se iba a encontrar con su otro yo, pero Buddy Love está de regreso y tratando de hacer las cosas por su cuenta. Haciendo el mayor de los esfuerzos para mantener a Buddy enterrado en el subconsciente, el portentoso y terriblemente tímido profesor se horroriza cuando descubre que Buddy vuelve a aparecer en los momentos más inoportunos, y pone en peligro sus planes de matrimonio con su colega Denise. Aprovechando la investigación de Denise sobre el ADN, Sherman decide librarse de una vez por todas de su monstruoso nemesis y sus apariciones imprevisibles, suprimiendo el ADN de Buddy de su propio sistema y encerrándolo en un tubo de ensayo. Al irse del laboratorio, un perro mascota entra en la sala y tira el ADN de Love en el suelo, para luego babearlo y darle al charco de Buddy un ADN de perro para complementarse con Klump y crear así un nuevo cuerpo.
Pero Buddy Love no se va a rendir tan fácilmente. Reaparece de cuerpo entero en el mundo de Sherman y se adjudica un increíble invento del profesor: un revolucionario elixir de la juventud. El elixir puede hacer retroceder el tiempo en forma momentánea, quitarle décadas de encima al aspecto de las personas, y restaurar la vitalidad, convirtiéndolo en una propiedad enormemente lucrativa por la que todos claman. Desesperado para que no caiga en manos de Buddy, Sherman esconde el elixir en la casa de los Klump, pensando que ahí estará seguro. Pero hasta Cletus "Papá" Klump encuentra el elixir irresistible, que momentáneamente lo devuelve a la gloria y maravilla libidinosa de su juventud.
Pero, claro, a Buddy no hay quien lo pueda detener. El instinto lo lleva hasta la casa de los Klump, donde la despedida de soltera de Denise se encuentra en su mejor momento. Merodeando la casa, es descubierto por la lasciva Abuela Klump, quien ve en Buddy al hombre de sus sueños eróticos (Ken Norton); al principio quiere seducirlo, luego, se ve cómo se pone lápiz labial, imaginando una vida con Love, y después, en la cochera, cuando Buddy trata de sabotear el elixir de la juventud de Klump, aparece de nuevo la abuela Klump, más salvaje (sexualmente) que nunca, creyendo que él la ama y desnudándose frente a él, y por si fuera poco, lo obliga a besarla, y mientras que para Buddy fue horrendo, para la abuela fue el momento más excitante que haya tenido. Horrorizado por los avances desenfrenados de la septuagenaria, rápidamente Buddy se las ingenia para localizar el elixir de la juventud, y se lo lleva. Y así comienza una carrera contra el tiempo mientras Sherman batalla para reclamar su fórmula, poner orden en su familia, y casarse con la mujer que ama ... antes de que las circunstancias den un giro incontrolable.

## Comentarios
- Es la segunda parte de la película El profesor chiflado.

- Eddie Murphy interpreta a Sherman Klump, Buddy Amor y a varios miembros de la familia Klump.

- Esta cinta fue criticada debido al exceso de chistes obscenos y de mal gusto, en comparación a la primera.

## Estrenos
| País                                                                          | Fecha de estreno                   |
| ----------------------------------------------------------------------------- | ---------------------------------- |
| Alemania                                                                      | Jueves 21 de septiembre de 2000    |
| Argentina                                                                     | Jueves 28 de septiembre de 2000    |
| Australia                                                                     | Jueves 30 de noviembre de 2000     |
| Austria                                                                       | Viernes 22 de septiembre de 2000   |
| Bélgica                                                                       | Miércoles 30 de agosto de 2000     |
| Belice · Costa Rica · El Salvador · Guatemala · Honduras · Nicaragua · Panamá | Viernes 29 de septiembre de 2000   |
| Brasil                                                                        | Viernes 1 de septiembre de 2000    |
| Bulgaria                                                                      | Viernes 10 de noviembre de 2000    |
| Chile                                                                         | Jueves 14 de septiembre de 2000    |
| Colombia                                                                      | Viernes 15 de septiembre de 2000   |
| Corea del Sur                                                                 | Sábado 14 de octubre de 2000       |
| Croacia                                                                       | Jueves 30 de noviembre de 2000     |
| Dinamarca                                                                     | Viernes 29 de septiembre de 2000   |
| Ecuador                                                                       | Viernes 13 de octubre de 2000      |
| Egipto                                                                        | Miércoles 24 de enero de 2001      |
| EAU                                                                           | Miércoles 20 de septiembre de 2000 |
| Eslovenia                                                                     | Jueves 23 de noviembre de 2000     |
| España                                                                        | Viernes 8 de septiembre de 2000    |
| Estados Unidos · Canadá                                                       | Viernes 28 de julio de 2000        |
| Filipinas                                                                     | Miércoles 4 de octubre de 2000     |
| Finlandia                                                                     | Viernes 6 de octubre de 2000       |
| Francia                                                                       | Miércoles 30 de agosto de 2000     |

| País                         | Fecha de estreno                   |
| ---------------------------- | ---------------------------------- |
| Grecia                       | Viernes 22 de diciembre de 2000    |
| Hong Kong                    | Jueves 7 de septiembre de 2000     |
| Hungría                      | Jueves 16 de noviembre de 2000     |
| India                        | Viernes 15 de diciembre de 2000    |
| Indonesia                    | Miércoles 11 de octubre de 2000    |
| Islandia                     | Viernes 10 de noviembre de 2000    |
| Israel                       | Jueves 21 de septiembre de 2000    |
| Italia                       | Viernes 20 de octubre de 2000      |
| Japón                        | Sábado 28 de octubre de 2000       |
| Líbano                       | Jueves 5 de octubre de 2000        |
| Malasia                      | Jueves 5 de octubre de 2000        |
| México                       | Viernes 8 de septiembre de 2000    |
| Noruega                      | Viernes 22 de septiembre de 2000   |
| Nueva Zelanda                | Jueves 21 de septiembre de 2000    |
| Países Bajos                 | Jueves 5 de octubre de 2000        |
| Perú                         | Miércoles 1 de noviembre de 2000   |
| Polonia                      | Viernes 6 de octubre de 2000       |
| Portugal                     | Viernes 15 de septiembre de 2000   |
| Reino Unido Irlanda          | Viernes 6 de octubre de 2000       |
| República Checa · Eslovaquia | Jueves 23 de noviembre de 2000     |
| República Dominicana         | Jueves 14 de septiembre de 2000    |
| Rumania                      | Viernes 17 de noviembre de 2000    |
| Singapur                     | Jueves 31 de agosto de 2000        |
| Sudáfrica                    | Viernes 15 de septiembre de 2000   |
| Suecia                       | Viernes 27 de octubre de 2000      |
| Suiza                        | Jueves 21 de septiembre de 2000    |
| Tailandia                    | Viernes 15 de septiembre de 2000   |
| Taiwán                       | Sábado 23 de septiembre de 2000    |
| Turquía                      | Viernes 27 de octubre de 2000      |
| Uruguay                      | Viernes 20 de octubre de 2000      |
| Venezuela                    | Miércoles 13 de septiembre de 2000 |